# DeSable
DeSable est une communauté dans le Lot 29 sur l'Île-du-Prince-Édouard, à l'ouest de Bonshaw.